# دافيدا تيلير
دافيدا يونغ تيلير (بالإنجليزية: Davida Teller)‏ (25 يوليو 1938 - 11 أكتوبر 2011) كانت أستاذة جامعية في أقسام علم النفس وعلم وظائف الأعضاء / الفيزياء الحيوية في جامعة واشنطن، سياتل ، واشنطن. كانت رائدة في الدراسة العلمية النمو البصري للرضع.

## الحياة الشخصية والتعليم
ولدت «دافيدا يونغ تيلير» في يونكرز ، نيويورك في 25 يوليو 1938، لديفيد وجان (ستورجس يونغ). عاشت دافيدا مع أشقائها الأربعة (ريتشارد، وجان بول، ودانيال، وصموئيل) سنوات طفولتهم في كونيتيكت. ألتحقت «دافيدا» بزمالة كلية سوارثمور. وبعد التخرج أكملت دراستها العليا بجامعة كاليفورنيا، وحصلت على درجة الدكتوراه في مجال علم النفس، مع البروفيسور توم كورنسويت كمشرف لرسالتها.
ثم أكملت زمالة بعد الدكتوراه مع البروفيسور هوراس بارلو في جامعة كاليفورنيا، بيركلي.
تزوجت «دافيدا تيلير» من ديفيد سي تيلر الذي توفى في عام 2019، والذي حصل على درجة الدكتوراه في الكيمياء الحيوية من جامعة كاليفورنيا، بيركلي، في عام 1965، وأصبح بعد ذلك عضوًا في هيئة التدريس الجامعي داخل جامعة واشنطن بقسم الكيمياء الحيوية. وانجبا طفلين: ستيفن وسارة.  بعد الطلاق تزوجت «دافيدا» مرة أخرى من «أنتوني يونج» الذي توفى عام 2016. توفيت دافيدا تيلر في 11 أكتوبر 2011، في سياتل، واشنطن.

## الحياة المهنية

### الوظائف الأكاديمية
في عام 1965، أستلمت «دافيدا تيلير» عملها بقسم علم النفس داخل جامعة واشنطن كأستاذ مساعد باحث. في عام 1967، تم تعيينها بقسم علم وظائف الأعضاء / وقسم الفيزياء الحيوية. وظلت عضوًا في هيئة التدريس في كلا القسمين حتى عام 2004، حتى بلغت عمر التقاعد وحصلت على وضع Emerita . لمعت موهبة دافيدا كمعلم بشكل رسمي عندما قام طلاب الدراسات العليا بقسم علم النفس بجامعة واشنطن بأنشاء جائزة التميز بأسم «دافيدا تيلير».و يتم منح هذه الجائزة سنويًا لأحدى أعضاء هيئة التدريس الذي/التي يجمع على أختياره/ا طلاب الدراسات العليا. وكانت البروفيسور«دافيدا تيلير» أول من حصل على هذه الجائزة المميزة.

### مجالات الأهتمامات البحثية

#### الكشف البصري والتمييز
ركزت «تيلير» في دراساتها البحثية الأولى على الخصائص المكانية والزمنية لظاهرة أول من تناولها هو جيرالد فيستهايمر وأحيانًا يشار إليها باسم «تأثير Westheimer»  أو «وظيفة Westheimer». تلك الظاهرة أسمتها «تيلير» «التحسس المكاني» وفي هذه الظاهرة يتم تقليل إمكانية اكتشاف ضوء الاختبار أولاً، ثم زيادته عن طريق إضافة الضوء إلى المناطق المحيطة أو الحلقي الأكبر حجمًا على التوالي. اقترح ويستهايمر أن الزيادة في قابلية الكشف مع الإضاءة المحيطة قد تمثل مظهرًا للتثبيط الجانبي داخل الشبكية،  وهذا الإحتمال هو ما جعل «تيلير» مهتمة بدراسة هذه الظاهرة.

#### التطور البصري
في أوائل السبعينيات، بعد ولادة أطفالها، بدأت دافيدا تيلر دراساتها حول التطور البصري للرضع والتي كانت ستكون الموضوع الرئيسي في بحثها لبقية حياتها المهنية.  من أجل تقييم القدرات البصرية للرضع، قامت بدمج تقنية التفضيل البصري لروبرت ل. فانتز مع نظرية الكشف عن الإشارة. وكانت النتيجة إجراء الاختيار التفضيلي الإجباري (FPL). في هذا النهج، يجب على المراقب المقنع بموقع الهدف المرئي أن يحكم على موقع الهدف بناءً على اتجاه نظرة الرضيع. تتنوع بعض خصائص الهدف، مثل حجمه أو لونه أو سرعة حركته، عبر التجارب. يتم بعد ذلك اشتقاق دالة قياس نفسي يتم فيها رسم القيمة الصحيحة للمراقب كنسبة من سمة الهدف. يتم استخدام مستوى السمة الهدف الذي يتوافق مع القيمة الصحيحة لنسبة المعيار كمقياس للعتبة الحسية. أنتجت تقنية FPL ، التي تم تطبيقها أيضًا على القرود الرضع،  ثروة من المعلومات حول التطور البصري الطبيعي وغير الطبيعي. ومع ذلك، فإن المشكلة التي لم يتم حلها هي إلى أي مدى تقيس تقنية FPL (أو أي تقنية نفسية فيزيائية في هذا الصدد) أفضل قدرة بصرية ممكنة لطفل أو حيوان أو مريض.
أدى الاهتمام بالتطبيق السريري لإجراء FPL إلى دفع «تيلير» وزملائها إلى تطوير بطاقات Teller Acuity ،  التي تُستخدم الآن في عيادات العيون حول العالم لقياس حدة البصر للرضع والأطفال الصغار وكذلك غير كبار السن اللفظي.  على جانب واحد من كل بطاقة يوجد نمط من خطوط سوداء وبيضاء (صريف موجة مربعة). يتكون الجزء المتبقي من البطاقة من لون رمادي موحد يتوافق مع متوسط مستوى الخطوط. تحتوي كل بطاقة على عرض شريط مختلف. يراقب المختبر الرضيع من خلال فتحة ثقب في منتصف البطاقة ويحاول تحديد الجانب الذي يحتوي على الخطوط، بناءً على سلوك الطفل الرضيع. يوفر أصغر عرض للشريط الذي يؤدي إلى حكم موثوق به حول موقع الشريط من قبل المراقب مقياسًا للحدة البصرية للرضيع أو الطفل الصغير.

#### ربط المقترحات
كان الموضوع الرئيسي الذي يقوم عليه بحث دافيدا تيلر هو طبيعة العلاقة بين الظواهر البصرية وأسسها العصبية.  ينبع هذا الاهتمام جزئياً من مناقشة GS Brindley لما أسماه «فرضيات الربط النفسي الجسدي». وقد أثار اهتمامها أيضًا أفكار مرشدها بعد الدكتوراه، البروفيسور بارلو، حول «عقيدة الخلايا العصبية»، التي استكشفت «العلاقة بين إطلاق الخلايا العصبية المفردة في المسارات الحسية والأحاسيس ذات الخبرة». صاغت تايلر تفكيرها حول هذا الموضوع في المنشورات التي وصفت «ربط الافتراضات»، أي الافتراضات حول العلاقة بين الحالات الإدراكية والفسيولوجية. في مقالها «ربط الاقتراحات»، انتقدت تايلر (1984) بشدة الاستخدام العرضي لمثل هذه الافتراضات، وناقشت المشكلات المنطقية بما في ذلك عدم صحة الوجه. وتخلص إلى أن: «العلماء البصريون غالبًا ما يقدمون خطوات غير معترف بها وغير صارمة في حججهم. . . قد يبدو من المفيد... تشجيع علماء البصريات على جعل ربط الافتراضات صريحًا، بحيث يمكن ربط ربط الافتراضات بمتطلبات الاتساق ومخاطر التزييف المناسبة لتقييم جميع الافتراضات العلمية.» والمثير للدهشة، ربما، أن العديد من المقترحات التي أبلغ عنها تيلر، إن لم يكن جميعها، لا تزال تشكل أساس تفسير البيانات في الفيزياء النفسية اليوم. يمكن رؤية الاهتمام بربط الافتراضات في عمل تيلر المبكر حول التحسس المكاني، الذي كان يُعتقد أنه يمثل عمل التثبيط الجانبي، وظل موضوعًا في بحثها حول رؤية الرضيع، حيث سعت إلى تحديد القيود المفروضة على الرضيع الأداء البصري للجهاز العصبي المركزي النامي.

## مناصرة المرأة في العلوم
بدءًا من سنوات دراستها العليا في بيركلي، كاليفورنيا، كانت دافيدا تيلر مؤيدًا قويًا ونموذجًا لدور المرأة في العلوم والأوساط الأكاديمية.  تم الاعتراف بالدعوة التي قدمتها تيلر منذ فترة طويلة للنساء في مجال العلوم رسميًا بعد وفاتها من خلال إنشاء جائزة دافيدا تيلر من جمعية علوم الرؤية. يتم تقديم هذه الجائزة سنويًا لامرأة قدمت مساهمات استثنائية في مجال علم الرؤية ولديها تاريخ قوي في الإرشاد.

## التقديرات
الجوائز العلمية
- جائزة Glenn A. Fry Lecture Award من الأكاديمية الأمريكية للبصريات (AAO)، 1982.[19]
- جائزة فريدنوالد من جمعية البحوث في الرؤية وطب العيون (ARVO)، 1997.[20]
- زميل الجمعية الأمريكية البصرية (OSA).
- زميل جمعية علماء النفس التجريبية (SEP).
- زميل الجمعية الأمريكية لتقدم العلوم (AAAS).

الجوائز الإكاديمية
- دكتوراه فخرية في العلوم من جامعة ولاية نيويورك، 1992. [2]